# Нильссон, Бу
Бу Биргер Сандор Ни́льссон (швед. Bo Birger Sandor Nilsson; 1 мая 1937, Шеллефтео — 26 июня 2018, Стокгольм) — шведский композитор.

## Биография
Представитель шведского музыкального авангардизма. Профессор школы музыки Гётеборгского университета. Выступал как джазовый музыкант. Писал музыку к кино- и телефильмам, чаще всего сотрудничал с режиссёром Йорном Доннером. Среди учеников — Никлас Эклунд.

## Избранная фильмография
- 1969 — Фрёкен Юлия / Fröken Julie (по пьесе Августа Стриндберга)

## Сочинения
- 1958 — вокальный цикл «Час блока» / Ett blocks timme (на стихи Эйвинда Фальстрёма) для сопрано и инструментального ансамбля
- 1959 — вокальный цикл «Письмо к Йёсте Освальду» / Brief an Gösta Oswald (на стихи Йёста Освальда)
- 1965 — «Литания по утерянным ударным инструментам» для оркестра / Litanei über das verlorene Schlagzeug, voor groot orkest